# Akseli Gallen-Kallela

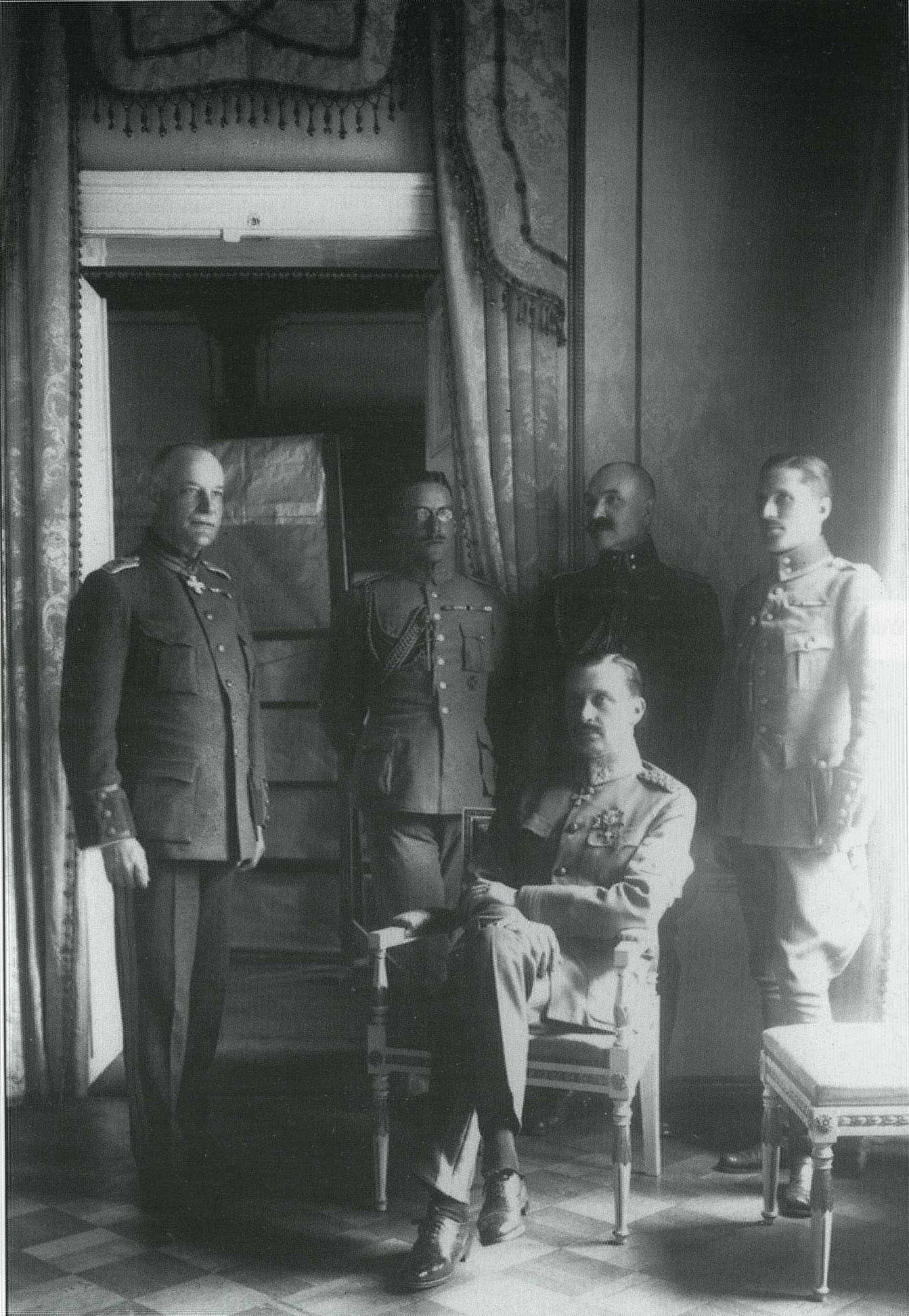
Gustaf Mannerheim som riksföreståndare (sittande) och hans adjutanter (från vänster) överstelöjtnant Kasimir Lilius, kapten Heikki Kekoni, löjtnant Akseli Gallen-Kallela och fänrik John Rosenbröijer.

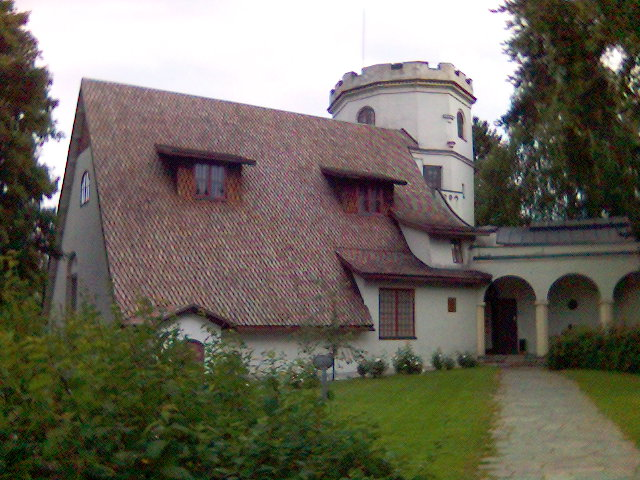
Gallen-Kallelas ateljé Tarvaspää.

Akseli Gallen-Kallela (fram till 1907 Axel Waldemar Gallén), född 26 april 1865 i Björneborg, död i lunginflammation 7 mars 1931 på Hotel Reisen i Stockholm (på genomresa), var en av Finlands mest kända konstnärer.

## Biografi
Gallen-Kallela inledde sitt konstnärskap med ett långtgående naturalistiskt måleri. Han utbildade sig dels i Paris där han tog tydliga impulser från Jules Bastien-Lepages måleri, dels under sommarvistelser i Finland. Gallen-Kallelas första betydande målning, Gumma med katt (Åbo konstmuseum), utförd i den sydfinska kustbyn Salo, väckte genom sin realism opposition i samtiden, som var van vid Albert Edelfelts mer Düsseldorfsinfluerade folklivsskildringar. Gallen-Kallelas måleri kom dock att innebära genombrottet för en helt ny, realistisk tradition inom finskt måleri. Höjdpunkten för denna konstperiod nådde Gallen-Kallela under 1880-talets slut med målningarna Sårfeber och Middagsvila (Göteborgs konstmuseum). Under 1890-talet drogs konstnären alltmera mot symbolismen, något som märks i hans intensiva porträtt av Jean Sibelius och Konstnärens moder (Nationalmuseum), men främst i den av kritiken förlöjligade kamratgruppen Symposion. Redan tidigt hade Gallen-Kallela intresserat för Kalevala-motiven, som senare kom att bli hans främsta intresse. Aino-triptyken, utförd i två versioner omkring 1890, blev hans första mer kända motiv inom kretsen, liksom Sampo smides, hållen helt inom naturalismens teknik.
Efter en vistelse i Berlin, där han umgicks i den kulturella kretsen kring Edvard Munch och August Strindberg, återvände Gallen-Kallela till Finland, där han bosatte sig i det ödsliga Ruovesi. Här övergick han i slutet av 1890-talet till en kärvare, stiliserad form. En serie motiv ur Kalevala utfördes i tempera på grov säckväv. Karakteristiskt var även att seriens inledningsbild, Sampos försvar (1896, Åbo konstmuseum) först utfördes som träsnitt. Därefter följde Lemminkäinens moder (Ateneum) och Joukahainens hämnd (Åbo konstmuseum). Efter fullbordandet av dessa verk vistades Gallen-Kallela en tid Italien. För den finska paviljongen på världsutställningen i Paris 1900 utförde han kupolmålningar med Kalevalamotiv, ytterligare stiliserade, som väckte internationell uppmärksamhet, men blev omöjliga att bevara. Den enda bevarade tidigare väggmålningen av Gallen-Kallela är den av ungrenässansfresker influerade Kullervo drar ut i strid (Gamla studenthuset, Helsingfors).
Gallen-Kallela gifte sig med Mary Helena Slöör 1890. De fick tre barn, Marjatta, Kirsti och Jorma, av vilka den förstfödda avled vid späd ålder, medan sonen Jorma stupade i vinterkriget 1939. Efter studier i Paris sällade Gallen-Kallela sig till den intellektuella skaran i Helsingfors dit även bland andra kompositören Jean Sibelius och poeten Eino Leino hörde.
Åren 1907–1913 var han medlem i den expressionistiska konstnärsgruppen Brücke, utan att tillhöra dess inre krets.
År 1918 ritade han förlagan till Frihetskorsets orden. År 1919 tjänstgjorde han som adjutant åt Gustaf Mannerheim.
Gallen-Kallela är mest känd för sina illustrationer till eposet Kalevala, som han påbörjade 1925, där den begynnande finska nationalromantiken, i vilken han var en av förgrundsgestalterna, fick sitt främsta uttryck. Några Kalevalaillustrationer finns som fresker på Nationalmuseet i Helsingfors.
I Esbo utanför Helsingfors finns ett museum med hans verk, inrymt i hans gamla ateljé Tarvaspää, som han lät bygga 1911 på Linudden. Han var en av huvudfigurerna i den finska symbolismen vid tiden kring sekelskiftet 1900. Gallen-Kallela laborerade mycket med skuggor och ljus i sina bilder och använde ofta flammande färger. Man kan även förnimma inspiration från några Afrikaresor som han företog. Gallen-Kallela är representerad vid bland annat Nationalmuseum, Göteborgs konstmuseum och Åbo Akademi
.
Invald i Kungliga Akademien för de fria konsterna 1921.
Gallen-Kallelas gravvård återfinns på Sandudds begravningsplats.

## Verk

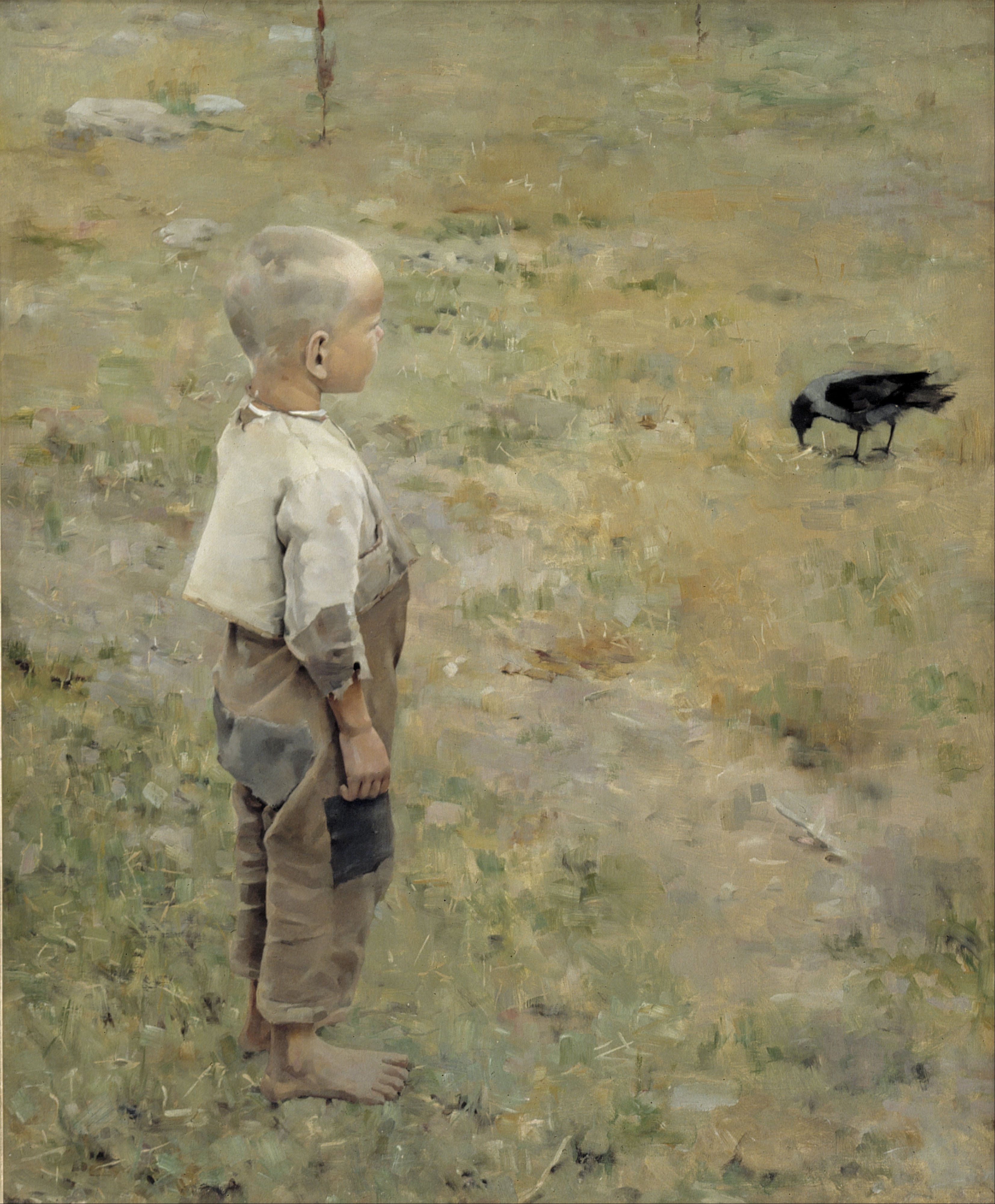
Pojke med kråka (1884)
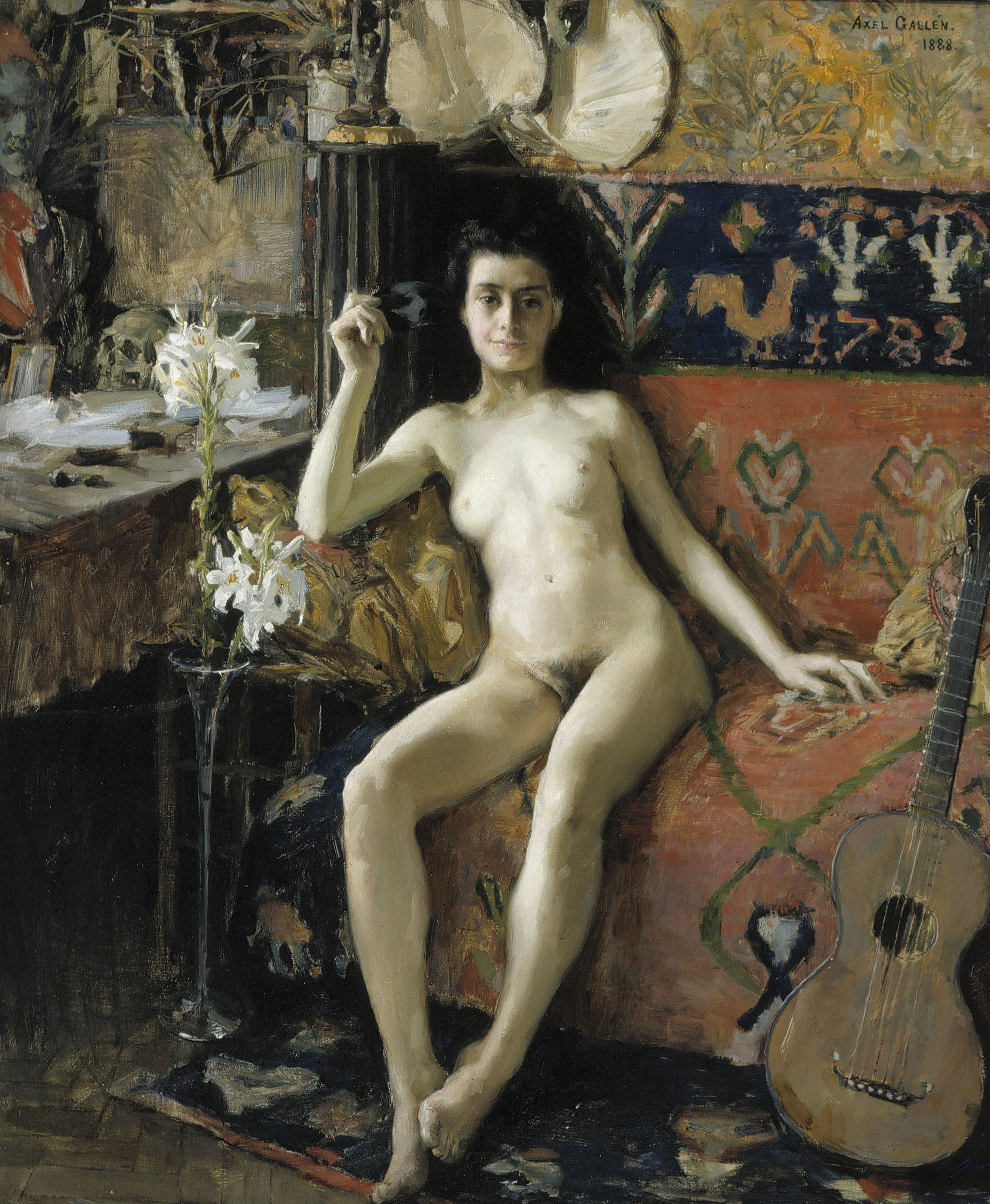
Démasquée (1888)
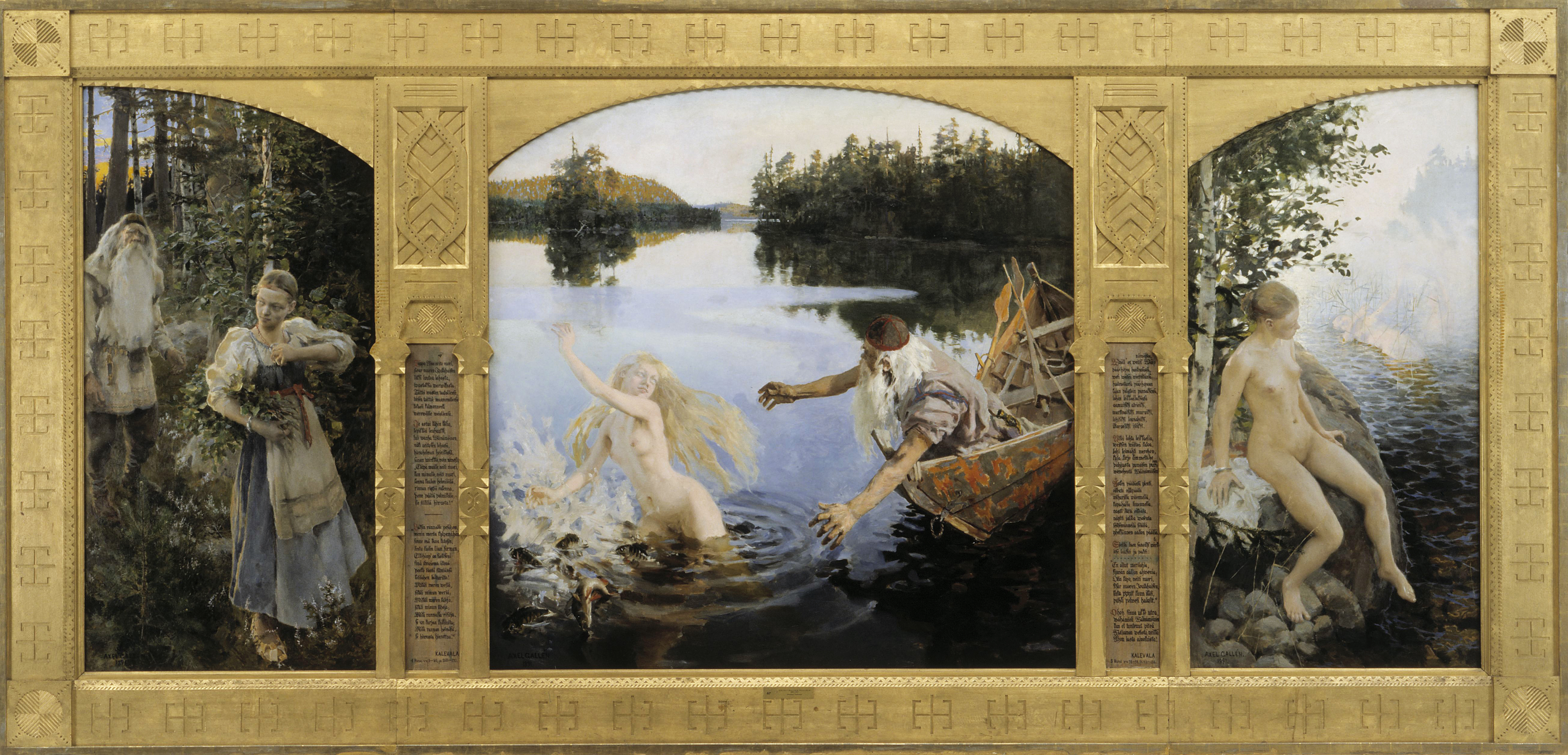
Aino-triptyken (ca 1890)
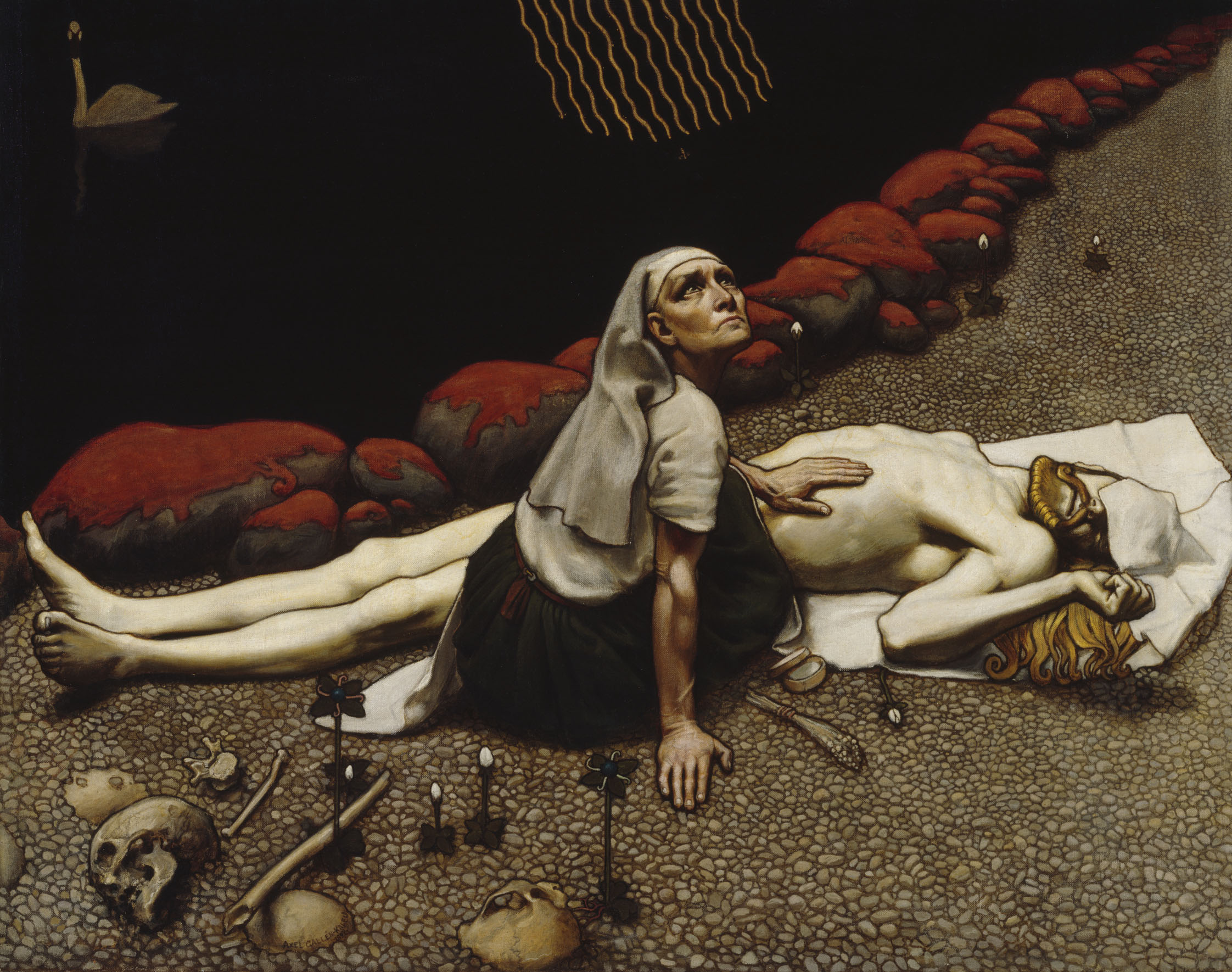
Lemminkäinens moder. Motiv ur Kalevala (1897)
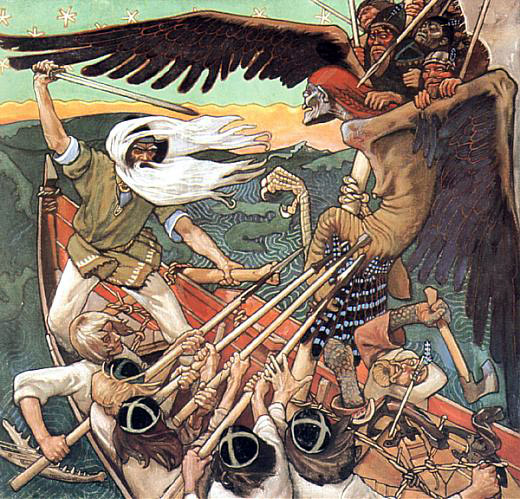
Sampos försvar med hjälten Väinämöinen och hans män i strid med häxan Louhi
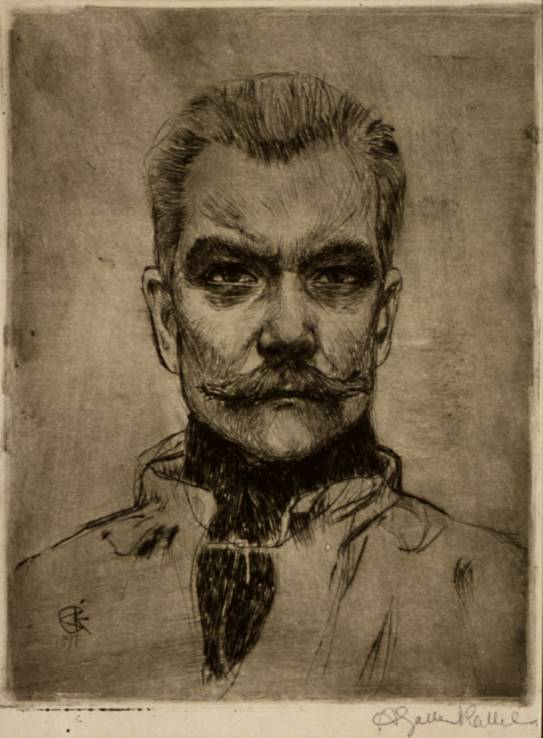
Självporträtt (1897)
Madonna, (1891)
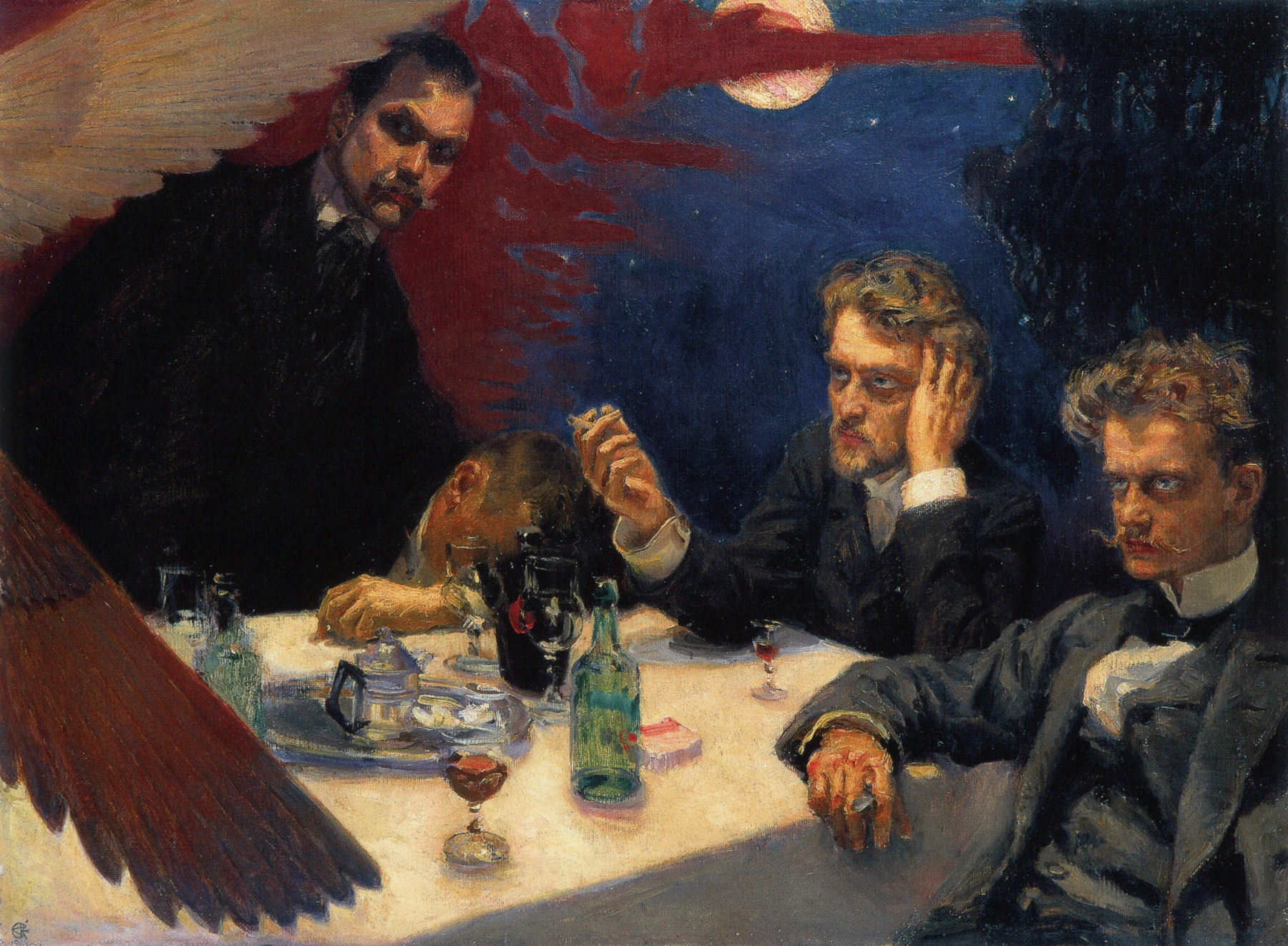
Symposion, (1894)